# بزرگ‌تر از کل آسمان
«بزرگ‌تر از کل آسمان» (انگلیسی: Bigger Than the Whole Sky) ترانه‌ای از خواننده-ترانه‌سرای آمریکایی تیلور سوئیفت است. این ترانه قطعهٔ بونوس دهمین آلبوم استودیویی او نیمه‌شب‌ها (۲۰۲۲) است که به عنوان بخشی از نسخهٔ گستردهٔ آلبوم به‌نام نسخهٔ ۳ بامداد به‌صورت غافل‌گیرانه ساعاتی پس از انتشار آلبوم در ۲۱ اکتبر ۲۰۲۲ از طریق ریپابلیک رکوردز منتشر شد. این ترانه به‌دست سوئیفت جک آنتونوف نوشته و تهیه شد.

## پیش‌زمینه
در ۲۸ اوت ۲۰۲۲، تیلور سوئیفت دهمین آلبوم استودیویی خود، نیمه‌شب‌ها را اعلام کرد که قرار است در ۲۱ اکتبر ۲۰۲۲ منتشر شود. فهرست قطعه‌ها بلافاصله اعلام نشد. جک آنتونوف همکار قدیمی سوئیفت که از پنجمین آلبوم استودیویی او ۱۹۸۹ (۲۰۱۴) با سوئیفت کار کرده بود، با ویدئویی که در ۱۶ سپتامبر ۲۰۲۲ در حساب اینستاگرام سوئیفت با عنوان «ساخت نیمه‌شب‌ها» منتشر شد، به عنوان تهیه‌کنندهٔ نیمه‌شب‌ها تأیید شد. نیمه‌شب‌ها در ۲۱ اکتبر ۲۰۲۲، در ساعت ۱۲:۰۰ به وقت آمریکای شمالی منتشر شد. سه ساعت بعد، در ساعت ۳:۰۰ بامداد به وقت آمریکای شمالی، نیمه‌شب‌ها (نسخه ۳ بامداد) منتشر شد که حاوی ترانهٔ «بزرگ‌تر از کل آسمان» بود.

## ساختار و متن
«بزرگ‌تر از کل آسمان» در مورد دلشکستگی پس از رخدادی مهم است. اگرچه معنای ترانه مبهم است، برخی از شنوندگان در رابطه با سقط خودبه‌خودی که تجربه کرده‌اند، ارتباطی با آن احساس کرده‌اند؛ بسیاری از آن‌ها از این ترانه برای به اشتراک گذاشتن داستان‌های سقط جنین خود در تیک‌تاک و دیگر پلتفرم‌های رسانه‌های اجتماعی استفاده می‌کنند. برخی از شنوندگان این ترانه را با تک آهنگ سوئیفت، «رونان» مقایسه کرده‌اند.
بیت اول شامل اشعاری دربارهٔ «تا حد مرگ ناراحتی» است. بند برگردان ترانه به غم و اندوه برای کسی اشاره دارد که سوئیفت هرگز او را ندیده‌است. بیت دوم در مورد احساس گناه است. بیت دوم نیز از دین احتمالاً به‌عنوان نقشی در زیان یاد می‌کند. در این ترانه، سوئیفت کلمه «خداحافظ» را با گونهٔ آواز با صدای تنفس می‌خواند. شرلی لی، نویسندهٔ آتلانتیک، این ترانه را مرثیه‌ای توصیف کرد.

## جدول‌ها
| جدول (۲۰۲۲)                                 | بالاترین جایگاه |
| ------------------------------------------- | --------------- |
| کانادا (۱۰۰ تک‌آهنگ داغ کانادا)              | ۲۰              |
| ۲۰۰ آهنگ جهانی (بیلبورد)                    | ۲۲              |
| یونان (آی‌اف‌پی‌آی یونان)                      | ۶۵              |
| مجارستان (۴۰ تک‌آهنگ برتر)                   | ۳۱              |
| فیلیپین (بیلبورد)                           | ۱۹              |
| پرتغال (ای‌اف‌پی)                             | ۶۸              |
| هیت‌سیکر سوئد (فهرست برترین‌های سوئد)         | ۱۳              |
| پخش جاری صوتی بریتانیا (اوسی‌سی)             | ۳۵              |
| دانلود تک‌آهنگ‌های بریتانیا (اوسی‌سی)          | ۹               |
| فروش تک‌آهنگ‌های بریتانیا (شرکت جدول‌های رسمی) | ۱۲              |
| بیلبورد هات ۱۰۰ ایالات متحده                | ۲۱              |
| ویتنام (هات ۱۰۰ ویتنام)                     | ۶۰              |